# 프리츠 랑
프리드리히 크리스티안 안톤 "프리츠" 랑(Friedrich Christian Anton "Fritz" Lang, 1890년 12월 5일 ~ 1976년 8월 2일)은 오스트리아-독일-미국의 영화 감독, 영화 각본가, 영화 제작자이며, 독일 표현주의 예술가이다. 가장 중요한 그의 작품은, 그가 미국으로 가기 전 만든 혁명적인 영화 《메트로폴리스》와 《M》이다.

## 생애와 경력

### 초기 경력
랑은 빈에서 건축가였던 아버지 안톤 랑과 그의 아내 폴린 랑의 두번째 아들로 태어났다. 그는 1890년 12월 28일 세례를 받았다.
그의 부모는 모라비아 출신이었다. 랑의 부모는 종교를 심각하게 받아들였고, 랑을 가톨릭 교도로 기르는 데 전념했다. 랑은 훗날 영화에서 가톨릭에서 영향을 받은 주제를 갖게 된다.
학교를 마치고, 랑은 빈 공과대학에 진학하여 토목 공학을 배우다 갑작스레 예술로 전과한다. 1910년, 그는 세계를 여행하기 위해 빈을 떠났다. 그는 유럽, 아프리카를 여행했으며, 이후에는 아시아와 태평양 지역까지 여행했다. 1913년에는 프랑스 파리에서 회화를 공부했다.
갑작스레 제1차 세계대전이 발발하자, 랑은 빈으로 돌아와 오스트리아 군에 자원입대했다. 그는 러시아와 루마니아 지역에서의 전투에 참가하였고, 그곳에서 세 차례 부상을 입었다. 1916년, 랑은 전쟁에서 입은 상처와 전투 피로증에서 회복되는 동안 몇몇 시나리오와 영화를 위한 아이디어를 썼다. 그는 1918년 중위의 신분으로 제대하였으며 에리히 포머의 영화사인 데클라에 고용되기 전까지 빈에서 잠시 연기 활동을 하기도 했다.
랑은 무신론자였다.

### 표현주의 영화: 바이마르 시기 (1918~1933)
그가 독일 UFA 스튜디오, 그리고 이후에 네로 필름에서 감독으로 일하기 시작한 때는 막 표현주의 영화가 고개를 들던 시점이었다. 이 그의 경력에 있어 초기에 해당하는 시점에서, 그는 운명과 스파이더 같은 인기있는 스릴러를 교차해서 만들었다. 그는 자신의 영화에서 대중적인 장르와 표현주의적 기술을 섞어 대중 문화와 예술 영화 간의 전례 없는 통합을 창조하고자 하였다.
1920년, 랑은 훗날 자신의 아내가 되는 작가 테아 폰 하르보우를 만난다. 하르보우와 랑은 1921년부터 1933년까지 네 시간이 넘는 마부제 박사 삼부작의 첫 번째 작품인 도박사 마부제 박사 (1922), 다섯 시간의 니벨룽겐의 노래 (1924), 유명한 1927년 작품 메트로폴리스, SF 영화 달의 여인 등의 각본을 함께 썼다. 메트로폴리스는 제작 예산을 훌쩍 넘었으며, 우파 사업가이자 정치인인 알프레트 후겐베르크에게 인수된 UFA 스튜디오를 거의 파산으로 몰고 갔다. 또한 훗날 랑이 자신의 회사에서 제작한 마지막 무성영화인 스파이 (1928)와 달의 여인 역시 상업적으로 실패하게 된다.
1931년, 독립 제작자인 시모어 네벤잘은 영화 M의 제작을 위해 랑을 네로 필름에 고용한다. 그의 첫 번째 유성 영화이자, 많은 영화 학자들에게서 초기 유성 영화 시대의 걸작으로 여겨지는 M은 추적당하고 베를린의 지하 범죄 세계로 끌려가게 되는 아동 살해자의 이야기를 다룬 혼란스러운 작품이다. M은 위대한 작품으로 남았으며, 1951년 조지프 로지에 의해 리메이크되었으나, 관객들에게 냉대받았고, 오늘날 이 리메이크는 원작보다 보기 어려워졌다.

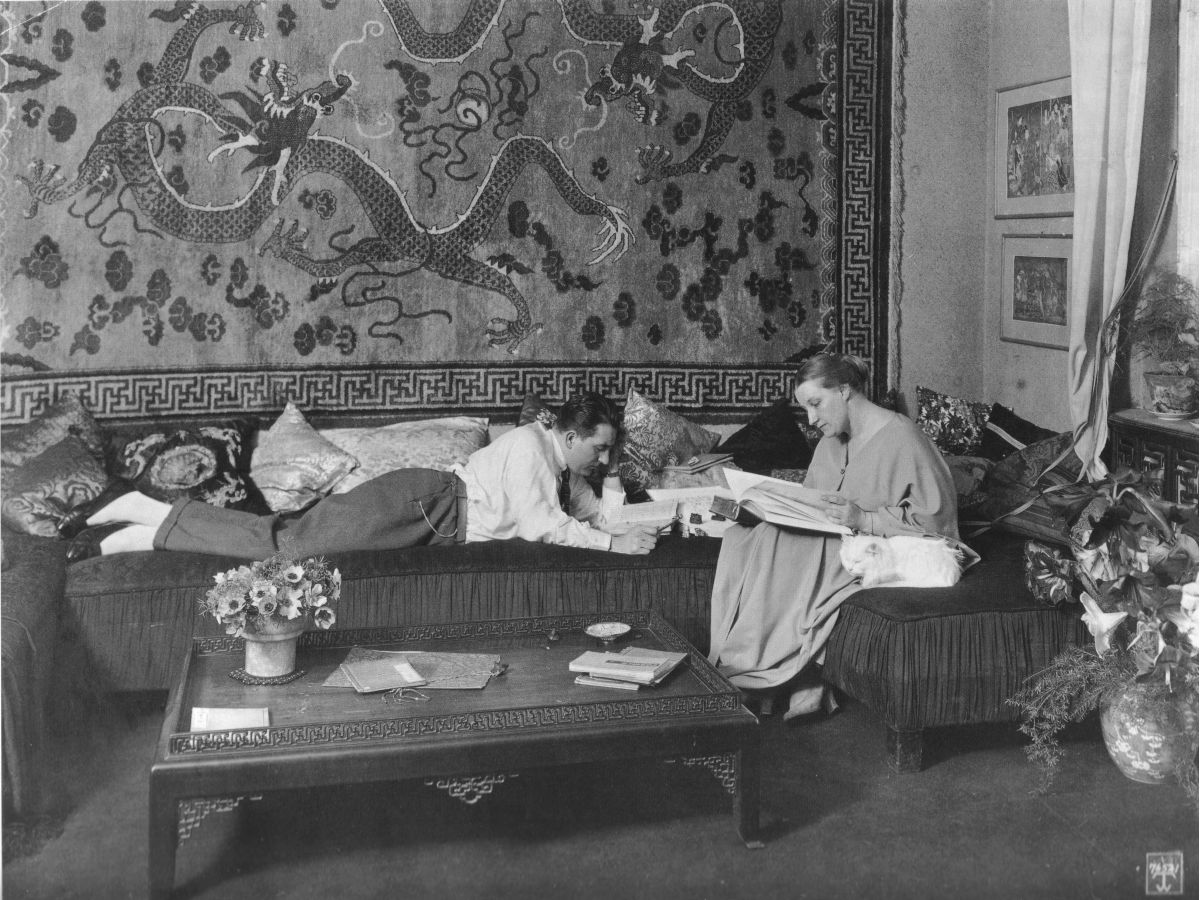
프리츠 랑과 테아 폰 하르보우, 베를린에서, 1923년 혹은 1924년

당시 증언에 따르자면, 랑은 M의 마지막 씬에서 주연 배우 페터 로레의 초라한 모습에 사실성을 부여하고자 그를 계단에서 던졌다고 한다. 함께 작업하기가 고된 것으로 알려진 랑은 에리히 폰 슈트로하임이나 오토 프레밍거와 함께 독재적인 독일 감독의 스테레오타입으로 여겨진다. 그의 외알 안경 또한 스테레오타입의 한 요소로서 여겨지고 있다.
랑은 독일 시기의 영화의 반복되는 테마인 정신적 혼란, 편집증, 운명, 애매모호한 도덕 등으로 훗날 필름 누아르에 영향을 주게 된다.
1932년 말, 랑은 마부제 박사의 유언의 촬영을 시작했다. 아돌프 히틀러는 1933년 1월에 정권을 잡았고, 3월 30일, 새로운 정권은 이 작품을 사회적 혼란을 선동한다는 이유로 금지했다. 마부제 박사의 유언은 가끔 반나치 영화로 간주되기도 한다.
랑은 부분적으로는 그의 유대 혈통의 탓에 나치 정권의 도래에 긴장했지만, 이에 반해 그의 아내이자 각본가인 테아 폰 하르보우는 1930년대 초반, 나치의 이념에 공감하기 시작했으며, 1940년에는 나치당에 가입했다. 랑과 하르보우는 곧 이혼했다. 랑의 공포는 그가 오스트리아를 떠나자 현실화되었다. 뉘른베르크법에 따르면, 그의 어머니는 개종한 가톨릭 교도이며 랑 역시 가톨릭 교도로 길러졌음에도 그는 유대인으로 인식되었다.

### 이민
랑의 증언에 따르면, 선전장관 요제프 괴벨스는 랑의 작품, 마부제 박사의 유언이 국가로부터 금지당했음에도 랑의 영화감독으로서의 능력에 감화되어 (특히 메트로폴리스) 랑을 자신의 사무실로 불러 그에게 독일 영화 스튜디오 UFA의 수장을 맡으라고 제안했다. 랑은 자신이 파리로 떠나리란 결심을 굳건히 한 때가 이 만남 도중이었다고 밝혔다. 랑은 만남이 끝날 무렵엔 은행들이 닫혀 있어 자신은 이른 아침에야 떠날 수 있었다고 밝혔다. 이 증언은 랑이 1933년 독일을 여행했다는 여권 기록이 밝혀짐에 따라 틀린 증언이었음이 밝혀졌다.
랑은 1933년 7월 31일, 괴벨스와의 만남 후 4개월이 지나 베를린을 떠났다. 그는 파리를 향했다.
파리에서 랑은 몰나르 페렌츠의 희곡을 원작으로, 샤를 보예를 주연으로 하여 릴리옴을 제작했다. 이 작품은 프랑스어로 제작된 유일한 랑의 작품이다. 그는 이후 미국으로 떠났다.

### 할리우드에서의 경력 (1936~1957)
처음으로, 할리우드에서 랑은 MGM과 계약했다. 그의 첫번째 미국 작품은 스펜서 트레이시를 주연으로 한 범죄 드라마 분노였다. 범죄 누명을 쓴 주인공이 유죄 판결을 받고 그를 린치하려는 폭도들이 감옥에 불을 질러 거의 죽을 뻔 한다는 내용의 영화이다. 시작부터 랑은 미국의 제약들에 맞서 고군분투했다. 그러므로, 격노에서 그는 흑인들이 린치당하는 시나리오나 인종주의에 대한 비판을 영화 내에 삽입할 수 없었다. 그의 반나치 영화들과 브레히트, 한스 아이슬러와의 친분 탓에 랑은 조지프 매카시의 의심을 받기도 했다.
랑은 1939년 미국에 귀화했다. 그는 20년간 미국에서 활동하며 23편의 영화를 제작했으며, 모든 메이저 스튜디오에서 다양한 장르에 손댔고, 때때로 독립 영화의 형식으로 그의 작품을 제작하기도 했다. 랑의 미국 시절 영화들은 그의 초기 영화들에 비하면 오늘날의 비평가들에게 지지받지 못하는 편이나, 이 영화들의 절제된 표현주의는 필름 누아르와 같은 미국 장르 영화의 발생에 지대한 영향을 끼쳤다고 평가받는다. 랑의 1945년 작품인 진홍의 거리가 대표적인 작품이다.
랑의 가장 유명한 필름 누아르는 리 마빈이 글로리아 그레이엄의 얼굴에 펄펄 끓는 커피를 쏟는 장면 같은 부분에서 타협 없는 잔혹성이 지적되곤 하는 경찰 드라마 빅 히트이다. 랑의 시각적 스타일이 간소화됨과 동시에, 할리우드 스튜디오 시스템의 제약으로 인해 그의 세계관은 한층 더 염세적이고, 차갑고, 기하학적으로 변해갔다. 이런 특징은 랑의 마지막 미국 영화들인 도시가 잠든 사이에와 이유 없는 의심에서 두드러지게 드러난다.
그의 성미에 맞는 제작 환경이나 후원자를 찾기 어려워지고, 나이가 듦에 따라 건강도 악화되자, 랑은 은퇴를 고심했다. 이때, 독일 프로듀서인 아르투어 브라우너가 테아 폰 하르보우의 소설을 원작으로 한 인도의 무덤을 리메이크하고 싶다는 의사를 표시했다 (랑은 1920년대, 인도의 무덤의 영화화 과정에서 제작에만 참여했다). 랑은 이 '인도 서사시'를 완성하기 위해 독일로 돌아갔다 (인도의 무덤과 벵갈의 호랑이가 '인도 서사시'의 작품들이다). 두 작품의 제작 이후, 브라우너는 랑이 마부제 박사 시리즈의 신작을 만들고 싶다며 접근하자 촬영을 준비했다. 결과물은 마부제 박사의 천 개의 눈 (1960)이었으며, 이 작품의 상업적 성공은 마부제 박사 시리즈를 계속하여 제작할 수 있는 원동력이 되었다. 브라우너는 이 시리즈 전체의 제작에 참여하였으나, 랑은 그 어떤 후속작도 감독하지 않았다. 랑은 이 영화를 제작하던 중 시력을 잃어 갔고, 이 작품은 랑의 마지막 작품이 되었다. 1963년, 랑은 장 뤽 고다르의 영화, 경멸에 본인 역할로 출연하였다.

### 말년과 사망
1960년 2월 8일, 랑은 현대 영화 산업에 대한 공로로 할리우드 명예의 거리에 헌액되었다.
1976년, 랑은 뇌졸중으로 사망했고, 로스앤젤레스 할리우드 힐스의 포리스트 론 메모리얼 파크에 묻혔다.
랑의 후기 영화들은 널리 평가받지 못한 편이나, 그의 작품들은 카예 뒤 시네마의 프랑수아 트뤼포나 자크 리베트와 같은 비평가들의 찬사를 받았다. 랑의 영향을 받은 감독들로는 자크 리베트나 윌리엄 프리드킨이 꼽힌다.

## 작품 목록
| 연도 | 작품명                   | 원제                                      | 기타                                                                                |
| ---- | ------------------------ | ----------------------------------------- | ----------------------------------------------------------------------------------- |
| 1919 | 할블루트                 | Halbblut                                  | 유실된 작품이다.                                                                    |
| 1919 | 사랑의 주인              | Der Herr der Liebe                        | 유실된 작품이다.                                                                    |
| 1919 | 거미                     | Die Spinnen 1. Teil: Der goldene See      |                                                                                     |
| 1919 | 할복                     | Harakiri                                  |                                                                                     |
| 1920 | 거미 2                   | Die Spinnen 2. Teil: Das Brillantenschiff |                                                                                     |
| 1920 | 떠도는 이미지            | Das wandernde Bild                        |                                                                                     |
| 1921 | 여자를 둘러싼 넷         | Vier um die Frau                          |                                                                                     |
| 1921 | 운명                     | Der müde Tod                              |                                                                                     |
| 1922 | 도박사 마부제 박사       | Dr. Mabuse, der Spieler                   |                                                                                     |
| 1924 | 니벨룽겐의 노래          | Die Nibelungen                            |                                                                                     |
| 1927 | 메트로폴리스             | Metropolis                                |                                                                                     |
| 1928 | 스파이                   | Spione                                    |                                                                                     |
| 1929 | 달의 여인                | Frau im Mond                              |                                                                                     |
| 1931 | M                        | M                                         |                                                                                     |
| 1933 | 마부제 박사의 유언       | Das Testament des Dr. Mabuse              |                                                                                     |
| 1934 | 릴리옴                   | Liliom                                    |                                                                                     |
| 1936 | 분노                     | Fury                                      |                                                                                     |
| 1937 | 단 한번 뿐인 삶          | You Only Live Once                        |                                                                                     |
| 1938 | 당신과 나                | You and Me                                |                                                                                     |
| 1940 | 프랭크 제임스의 귀환     | The Return of Frank James                 |                                                                                     |
| 1941 | 웨스턴 유니언            | Western Union                             |                                                                                     |
| 1941 | 인간 사냥                | Man Hunt                                  |                                                                                     |
| 1942 | 문타이드                 | Moontide                                  | 랑은 촬영 초기에 촬영장을 떠났으며, 엔드 크레디트엔 감독 아치 마요로 명시되어 있다. |
| 1943 | 사형집행인 또한 죽는다   | Hangmen Also Die!                         |                                                                                     |
| 1944 | 공포의 내각              | Ministry of Fear                          |                                                                                     |
| 1944 | 창 속의 여인             | The Woman in the Window                   |                                                                                     |
| 1945 | 진홍의 거리              | Scarlet Street                            |                                                                                     |
| 1946 | 클록 앤 대거             | Cloak and Dagger                          |                                                                                     |
| 1948 | 비밀의 문                | Secret Beyond the Door                    |                                                                                     |
| 1950 | 강가의 집                | House by the River                        |                                                                                     |
| 1950 | 필리핀의 미국인 게릴라   | American Guerrilla in the Philippines     |                                                                                     |
| 1952 | 오명의 목장              | Rancho Notorious                          |                                                                                     |
| 1952 | 밤의 충돌                | Clash by Night                            |                                                                                     |
| 1953 | 블루 가디니아            | The Blue Gardenia                         |                                                                                     |
| 1953 | 빅 히트                  | The Big Heat                              |                                                                                     |
| 1954 | 인간의 욕망              | Human Desire                              |                                                                                     |
| 1955 | 문플릿                   | Moonfleet                                 |                                                                                     |
| 1956 | 도시가 잠든 사이에       | While the City Sleeps                     |                                                                                     |
| 1956 | 이유 없는 의심           | Beyond a Reasonable Doubt                 |                                                                                     |
| 1959 | 벵갈의 호랑이            | The Tiger of Eschnapur                    |                                                                                     |
| 1959 | 인도의 무덤              | The Indian Tomb                           |                                                                                     |
| 1960 | 마부제 박사의 천 개의 눈 | The Thousand Eyes of Dr. Mabuse           |                                                                                     |